# Pateřín
Pateřín je malá vesnice, část obce Bílá Lhota v okrese Olomouc. Nachází se 1 km na jih od Bílé Lhoty. V roce 2009 zde bylo evidováno 43 adres. V roce 2001 zde trvale žilo 76 obyvatel.
Pateřín je také název katastrálního území o rozloze 1,46 km2.

## Název
Jméno vesnice bylo odvozeno od osobního jména Patera (to má původ v začátku modlitby Pater noster) a znamenalo "Paterův majetek".

## Historie
První písemná zmínka o obci pochází z roku 1351.

## Obyvatelstvo

### Struktura
Vývoj počtu obyvatel za celou obec i  za jeho jednotlivé části uvádí tabulka níže, ve které se zobrazuje i příslušnost jednotlivých částí k obci či následné odtržení. 
| Místní části   | Místní části | 1869 | 1880 | 1890 | 1900 | 1910 | 1921 | 1930 | 1950 | 1961 | 1970 | 1980 | 1991 | 2001 | 2011 |
| -------------- | ------------ | ---- | ---- | ---- | ---- | ---- | ---- | ---- | ---- | ---- | ---- | ---- | ---- | ---- | ---- |
| Počet obyvatel | část Pateřín | 179  | 259  | 245  | 251  | 225  | 228  | 203  | 123  | 140  | 118  | 107  | 70   | 76   | 87   |
| Počet domů     | část Pateřín | 20   | 34   | 36   | 38   | 37   | 37   | 40   | 40   | -    | 38   | 33   | 38   | 41   | 42   |

## Pamětihodnosti
- Kaple Panny Marie Bolestné, uprostřed vsi, datovaná rokem 1825
- Kříž u kaple, z roku 1827. Podstavec zdobí reliéfy Nejsvětější Trojice, sv. Jana Nepomuckého a sv. Kateřiny.

## Další fotografie

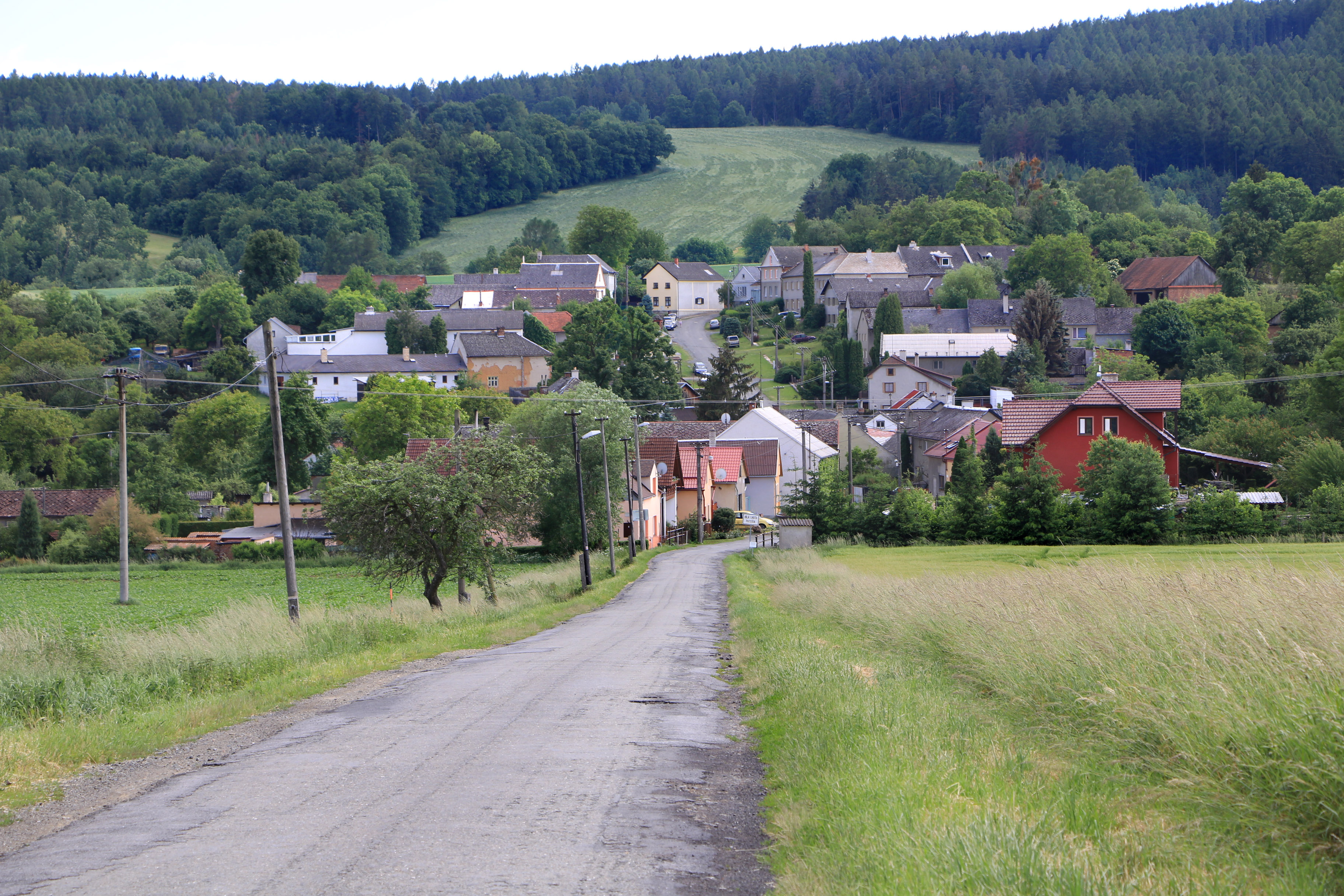
Vesnice od severu
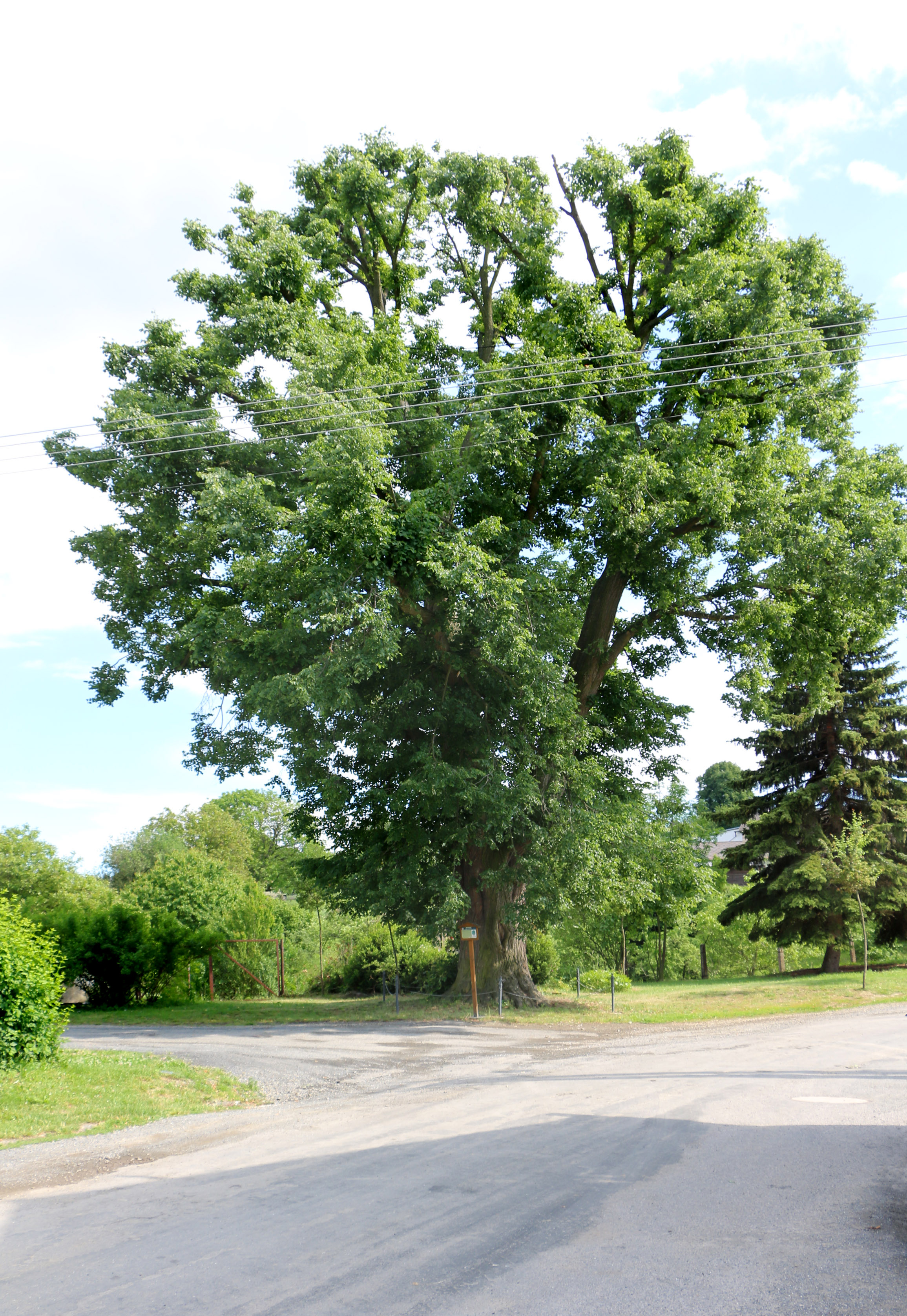
Lípa na návsi
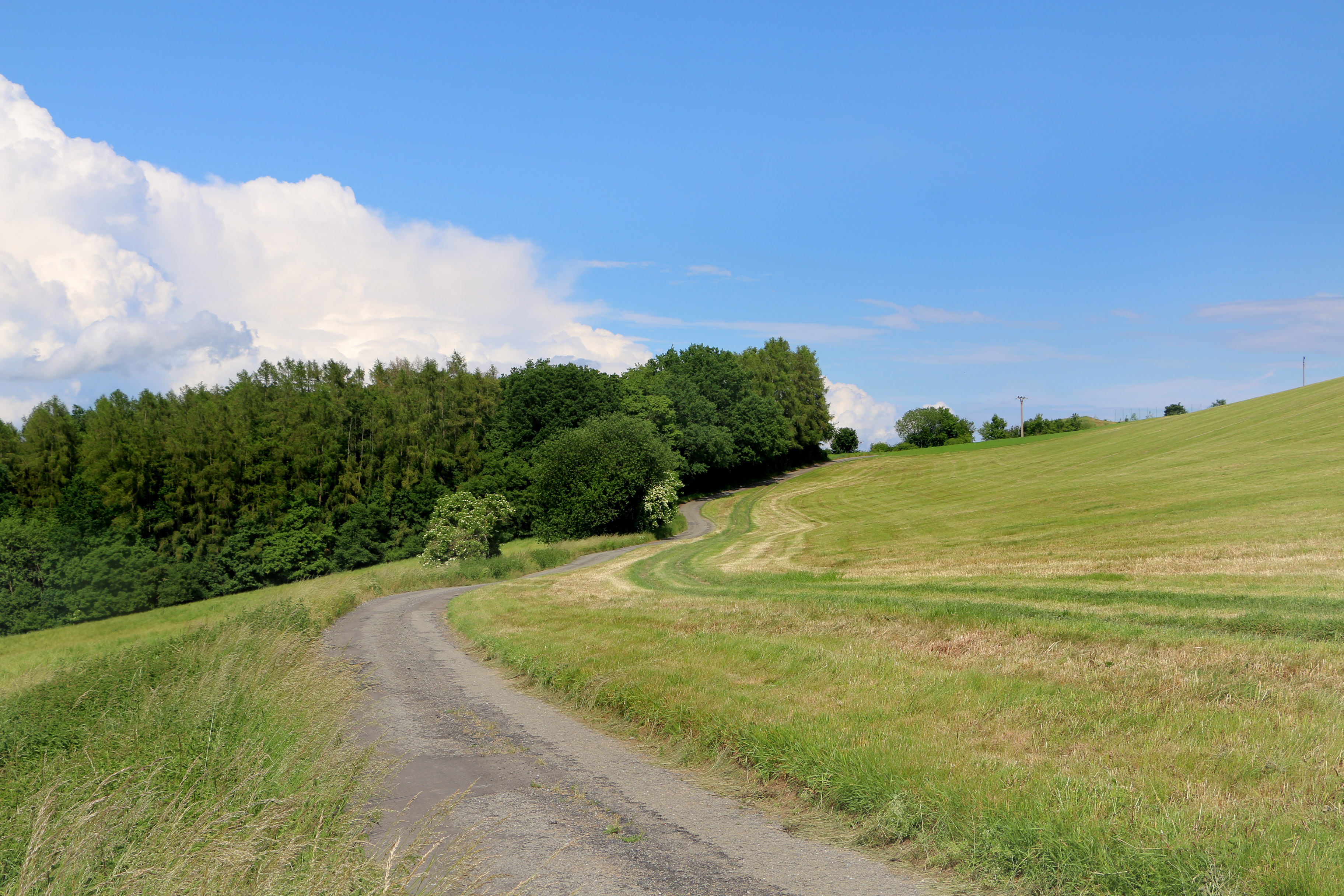
Silnice k Hradečné

- Obrázky, zvuky či videa k tématu Pateřín na Wikimedia Commons